# Nicolas Kiefer
Nicolas Kiefer (født 5. juli 1977 i Holzminden) er en tidligere tysk tidligere tennisspiller, der var professionel 1995-2010. Han vandt gennem sin karriere vundet seks single- og tre doubletitler, og hans højeste placering på ATP's verdensrangliste var en fjerdeplads, som han opnåede i januar 2000.

## Grand Slam
Kiefers bedste Grand Slam-resultat i singlerækkerne kom ved Australian Open i 2006, hvor han nåede frem til turneringens semifinale. Her tabte han dog til schweiziske Roger Federer.

## OL
Kiefer deltog i tre olympiske lege gennem sin karriere. Første gang var 2000 i Sydney, hvor han i single tabte i første runde. Ved OL 2004 i Athen tabte han i tredje runde i single, men i herredouble, hvor han spillede sammen med Rainer Schüttler, nåede han til finalen efter sejre over et rumænsk, et australsk, et israelsk og et indisk par. I finalen mødte de chilenerne Fernando González og Nicolás Massú, som vandt i fem sæt, så de to tyskere måtte nøjes med sølvmedaljerne. Ved OL 2008 stillede han igen op i single samt i double sammen med Schüttler, men tabte i henholdsvis tredje og første runde.